# Nené (calciatore 1995)
Rui Filipe da Cunha Correia, meglio noto come Nené (Santa Cruz da Graciosa, 10 giugno 1995), è un calciatore portoghese, centrocampista dello Yunnan Yukun.

## Caratteristiche tecniche
È un centrocampista centrale.

## Carriera

### Club
Ha debuttato in Primeira Liga il 10 agosto 2019 disputando con il Santa Clara l'incontro perso 2-0 contro il Famalicão.
Tra il 2022 ed il 2025 ha giocato nella prima divisione polacca con lo Jagiellonia, con cui nella stagione 2023-2024 ha anche vinto il campionato.

### Nazionale
Nel 2013 ha giocato 2 partite con la maglia della nazionale portoghese Under-19.

## Statistiche
Statistiche aggiornate al 19 ottobre 2024.

### Presenze e reti nei club
| Stagione           | Squadra            | Campionato         | Campionato | Campionato | Coppe nazionali | Coppe nazionali | Coppe nazionali | Coppe continentali | Coppe continentali | Coppe continentali | Altre coppe | Altre coppe | Altre coppe | Totale | Totale | Totale |
| Stagione           | Squadra            | Comp               | Pres       | Reti       | Comp            | Pres            | Reti            | Comp               | Pres               | Reti               | Comp        | Pres        | Reti        | Pres   | Reti   |        |
| ------------------ | ------------------ | ------------------ | ---------- | ---------- | --------------- | --------------- | --------------- | ------------------ | ------------------ | ------------------ | ----------- | ----------- | ----------- | ------ | ------ | ------ |
| 2014-2015          | Braga B            | LdH                | 14         | 0          | -               | -               | -               | -                  | -                  | -                  | -           | -           | -           | 14     | 0      |        |
| 2015-2016          | Braga B            | LdH                | 8          | 0          | -               | -               | -               | -                  | -                  | -                  | -           | -           | -           | 8      | 0      |        |
| Totale Braga B     | Totale Braga B     | Totale Braga B     | 22         | 0          |                 | -               | -               |                    | -                  | -                  |             | -           | -           | 22     | 0      |        |
| 2016-2017          | Montalegre         | TD                 | 30         | 7          | -               | -               | -               | -                  | -                  | -                  | -           | -           | -           | 1      | 0      |        |
| 2017-2018          | Fafe               | TD                 | 23         | 5          | -               | -               | -               | -                  | -                  | -                  | -           | -           | -           | 23     | 5      |        |
| 2018-2019          | Fafe               | TD                 | 31+2       | 6+1        | CP              | 3               | 1               | -                  | -                  | -                  | -           | -           | -           | 36     | 8      |        |
| Totale Fafe        | Totale Fafe        | Totale Fafe        | 54+2       | 11+1       |                 | 3               | 1               |                    | -                  | -                  |             | -           | -           | 59     | 13     |        |
| 2019-2020          | Santa Clara        | PL                 | 18         | 0          | CP+CdL          | 3+2             | 0               | -                  | -                  | -                  | -           | -           | -           | 23     | 0      |        |
| 2020-2021          | Santa Clara        | PL                 | 25         | 0          | CP+CdL          | 4+0             | 0               | -                  | -                  | -                  | -           | -           | -           | 29     | 0      |        |
| 2021-2022          | Santa Clara        | PL                 | 26         | 0          | CP+CdL          | 2+4             | 0+1             | UECL               | 4                  | 0                  | -           | -           | -           | 36     | 1      |        |
| Totale Santa Clara | Totale Santa Clara | Totale Santa Clara | 69         | 0          |                 | 15              | 1               |                    | 4                  | 0                  |             | -           | -           | 88     | 1      |        |
| 2022-2023          | Jagiellonia        | EK                 | 30         | 5          | CP              | 2               | 0               | -                  | -                  | -                  | -           | -           | -           | 32     | 5      |        |
| 2023-2024          | Jagiellonia        | EK                 | 33         | 9          | CP              | 5               | 2               | -                  | -                  | -                  | -           | -           | -           | 38     | 11     |        |
| 2024-2025          | Jagiellonia        | EK                 | 7          | 1          | CP              | 0               | 0               | UCL+UEL+UECL       | 4+2+0              | 0                  | -           | -           | -           | 13     | 1      |        |
| Totale Jagiellonia | Totale Jagiellonia | Totale Jagiellonia | 70         | 15         |                 | 7               | 2               |                    | 6                  | 0                  |             | -           | -           | 83     | 17     |        |
| Totale carriera    | Totale carriera    | Totale carriera    | 247        | 34         |                 | 25              | 4               |                    | 10                 | 0                  |             | -           | -           | 282    | 38     |        |

## Palmarès
- Campionato polacco: 1

Jagiellonia: 2023-2024